# Parti communiste internationaliste
Pour les articles homonymes, voir PCI et Parti communiste internationaliste (homonymie).

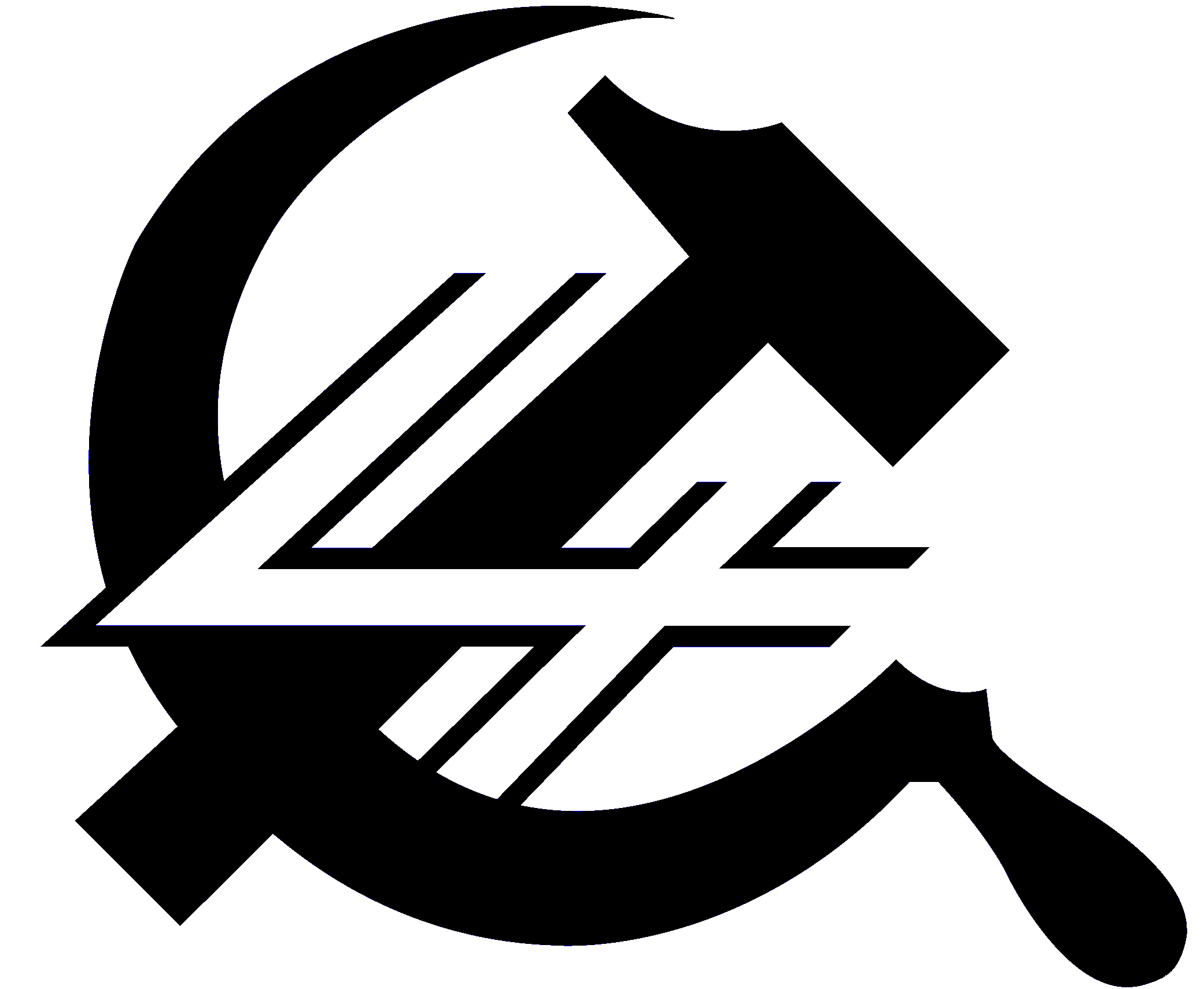
Logo de la 4ème Internationale

Le Parti communiste internationaliste-Section française de la Quatrième Internationale (PCI-SFQI) était une organisation trotskiste, branche française de la IVe Internationale, créée en mars 1944 et dissoute le 12 juin 1968.
Il renait sous le nom d'Organisation communiste internationaliste (OCI).
En 1982, l'OCI reprend le nom de Parti communiste internationaliste (PCI), le nom étant vacant depuis 1968.

## Création
Le Parti communiste internationaliste section française de la Quatrième Internationale est créé en mars 1944 par la fusion de plusieurs groupes trotskistes, représentant environ 500 militants, notamment :
- le Parti ouvrier internationaliste d'Yvan Craipeau, Spoulber et Marcel Gibelin ;
- le Comité communiste internationaliste, issu du Parti Communiste Internationaliste, de Rodolphe Prager et Jacques Grinblat, alias Privas ;
- le groupe Octobre d'Henri Molinier, le frère de Raymond Molinier.

Les négociations ont été préparées par le Grec Michel Raptis, alias « Pablo ».
Le groupe Barta refuse de fusionner avec les autres trotskystes et donnera naissance à l'Union communiste (trotskyste).
Il est à noter que le nom choisi, Parti communiste internationaliste, reprend celui d'un parti trotskiste français, créé par Raymond Molinier, Pierre Frank et le futur néonazi René Binet, en mars 1936, qui publiait le journal « La Commune ». Ce parti de Raymond Molinier et Pierre Franck s’était opposé à la section « officielle » (reconnue par Léon Trotski), le Parti ouvrier internationaliste de Jean Rous et Yvan Craipeau et avait été qualifié par la presse trotskiste d'« antitrotskiste ». Pierre Lambert en fut un des militants à partir de 1937. Ce groupuscule a eu une existence éphémère, disparaissant de fait au début de la Seconde Guerre mondiale,. Toutefois, en mai 1942, un représentant de la section parisienne rencontra en zone libre des membres du groupe des Révolutionnaires communistes autrichiens en exil en France.

## Scissions et départs
Le PCI connaît très rapidement des sujets de tension autour du rôle du nouveau parti après la Libération et sur la nature de l'URSS. Il subit plusieurs scissions au cours de son histoire, parfois sous la forme de simples départs de personnalités.

### La scission de 1945: David Rousset rejoint Sartre
Dès 1945, David Rousset quitte le PCI pour former avec Jean-Paul Sartre, en 1948, le Rassemblement démocratique révolutionnaire (RDR).

### La scission de 1947 de Castoriadis et Lefort
En 1947, la tendance Socialisme ou barbarie (Cornelius Castoriadis, Claude Lefort) quitte le parti pour évoluer vers des positions conseillistes, considérant l'URSS comme un capitalisme d'État et non comme un « État ouvrier dégénéré » (question stratégique dans le rapport au Parti communiste français).

### La scission de 1948 de Yvan Craipeau
En 1948, la tendance d'Yvan Craipeau est exclue. Ce dernier deviendra plus tard président de la Fédération des Alpes-Maritimes du PSU, d'autres membres de cette tendance comme Jean-René Chauvin, ont rejoint le RDR et sont exclus au motif de cette double appartenance.

### La scission lambertiste de 1953
En 1953, une majorité de militants est exclue du PCI par une minorité, celle de Pierre Frank et Michèle Mestre : cette majorité refuse la ligne d'entrisme à l'intérieur des partis staliniens, prônée alors par la majorité Pabliste de la IVe Internationale qui considérait que la victoire des partis communistes staliniens était imminente. 
Cette majorité, dite lambertiste et ayant pour nom Organisation communiste internationaliste (OCI), continue pendant un temps à utiliser elle aussi le nom PCI. 
Il existera ainsi jusqu'en 1968 deux PCI en France.

## Activités
Dès 1945, le PCI noyaute les Jeunesses socialistes (JS), tandis que jeunes du PCI et des JS font des stages et des camps communs en 1945-47. Ensemble, ils prennent le contrôle des Auberges de jeunesse (40 000 adhérents à l'époque). Yvan Craipeau, cadre du PCI qui a envoyé André Essel, futur PDG de la Fnac, aux JS, fait alors des « réunions de fraction » avec l'intégralité de la direction des JS et trois des douze membres de la direction de la SFIO (dont le secrétaire national adjoint Yves Dechézelles). Outre Dechézelles, Adrien Tixier, chef de cabinet du ministre de l'Intérieur, Robert Pontillon (futur proche de Mitterrand), Roger Fajardie (futur dirigeant de FO et du Grand Orient de France), Max Théret (ami de Mitterrand et cofondateur de la Fnac) et Jean Rous font partie des socialistes proches du PCI. Dans le Rhône, Marc Paillet (directeur AFP en 1981) et Roger Raoul Rocher (cofondateur des Francas).
Étant sorti de la clandestinité fin 1945, le PCI présente des candidats dans 11 départements lors des législatives de 1946, faisant entre 2 et 5 % ; Yvan Craipeau manque d'être élu par quelques centaines de voix à Taverny (Val-d'Oise).
Après 1952, le PCI compte environ 200 militants, essentiellement des intellectuels (Maurice Nadeau, le mathématicien Laurent Schwartz, Félix Guattari, etc.). Il est cependant rejoint à partir de 1956 par des militants du PCF du groupe « La Voie communiste » (dont faisait aussi partie Félix Guattari, par entrisme) à la suite de la publication du rapport Khrouchtchev, la révolution hongroise, et l'aggravation de la guerre en Algérie.
Le PCI s'investit essentiellement dans les luttes anticoloniales en soutenant l'indépendance de l'Algérie (soutien au FLN), la révolution cubaine et le mouvement de libération du Viêt Nam, ainsi que par son soutien critique à Tito lors de la rupture de la Yougoslavie avec l'URSS.
Il s'organise également au sein de l'UEC, puis crée la Jeunesse communiste révolutionnaire (JCR) en 1966, autour d'Alain Krivine (membre du PCI depuis 1960).

## Dissolution
Actif auprès du mouvement étudiant en Mai 68, le PCI est dissous par le gouvernement le 12 juin 1968 en même temps que la JCR.
Mais dès début juin de cette même année 1968, le PCI a commencé à préparer la fusion avec la JCR et deux autres organisations, pour devenir, en 1969, la Ligue communiste.
La Ligue Communiste est dissoute en 1973 par le ministre de l'Intérieur Raymond Marcellin à la suite de l'attaque d'un meeting d'Ordre nouveau, et se reforme en 1974 sous le nom de Ligue communiste révolutionnaire (LCR).

### Archives
- Inventaire du fonds d'archives du Parti communiste Internationaliste conservé à La contemporaine.